# Médiathèque départementale des Pyrénées-Orientales
 (décembre 2023).
Si vous disposez d'ouvrages ou d'articles de référence ou si vous connaissez des sites web de qualité traitant du thème abordé ici, merci de compléter l'article en donnant les références utiles à sa vérifiabilité et en les liant à la section « Notes et références ».

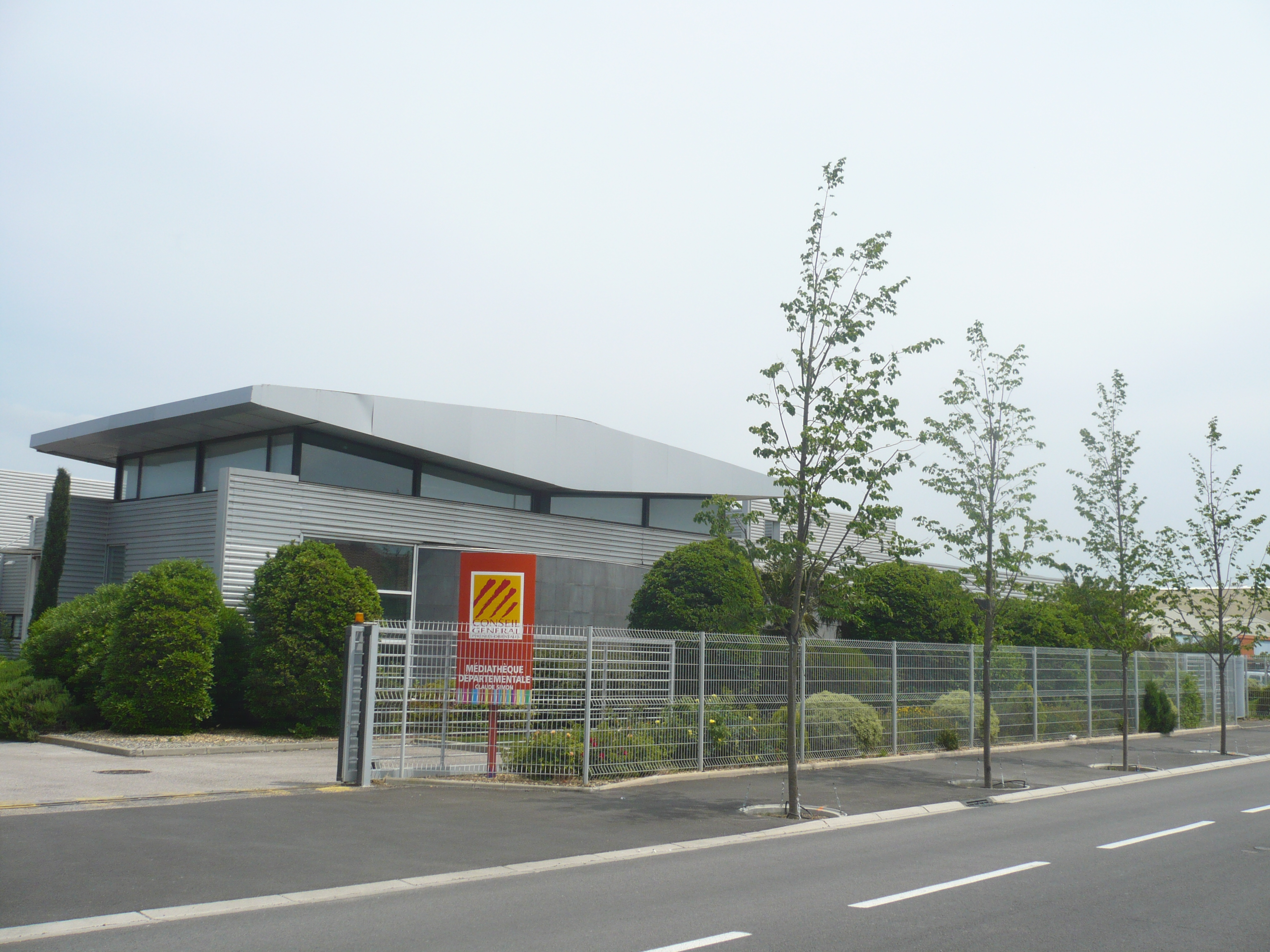
La médiathèque départementale des Pyrénées-Orientales

La médiathèque départementale des Pyrénées-Orientales ou médiathèque départementale Claude Simon est la bibliothèque départementale de prêt des Pyrénées-Orientales. Elle est installée à Thuir et est nommée en l'honneur du Prix Nobel de littérature Claude Simon qui a grandi et vécu dans les Pyrénées-Orientales.
À l'aide d'un bibliobus et cinq circuits de navettes, la médiathèque dessert 297 bibliothèques du département. Cent soixante-dix tournées sont assurées par le bibliobus chaque année.

## Collections
Plus de 180 000 documents dont :
- 150 000 livres
- 15 000 CD
- 4 700 DVD

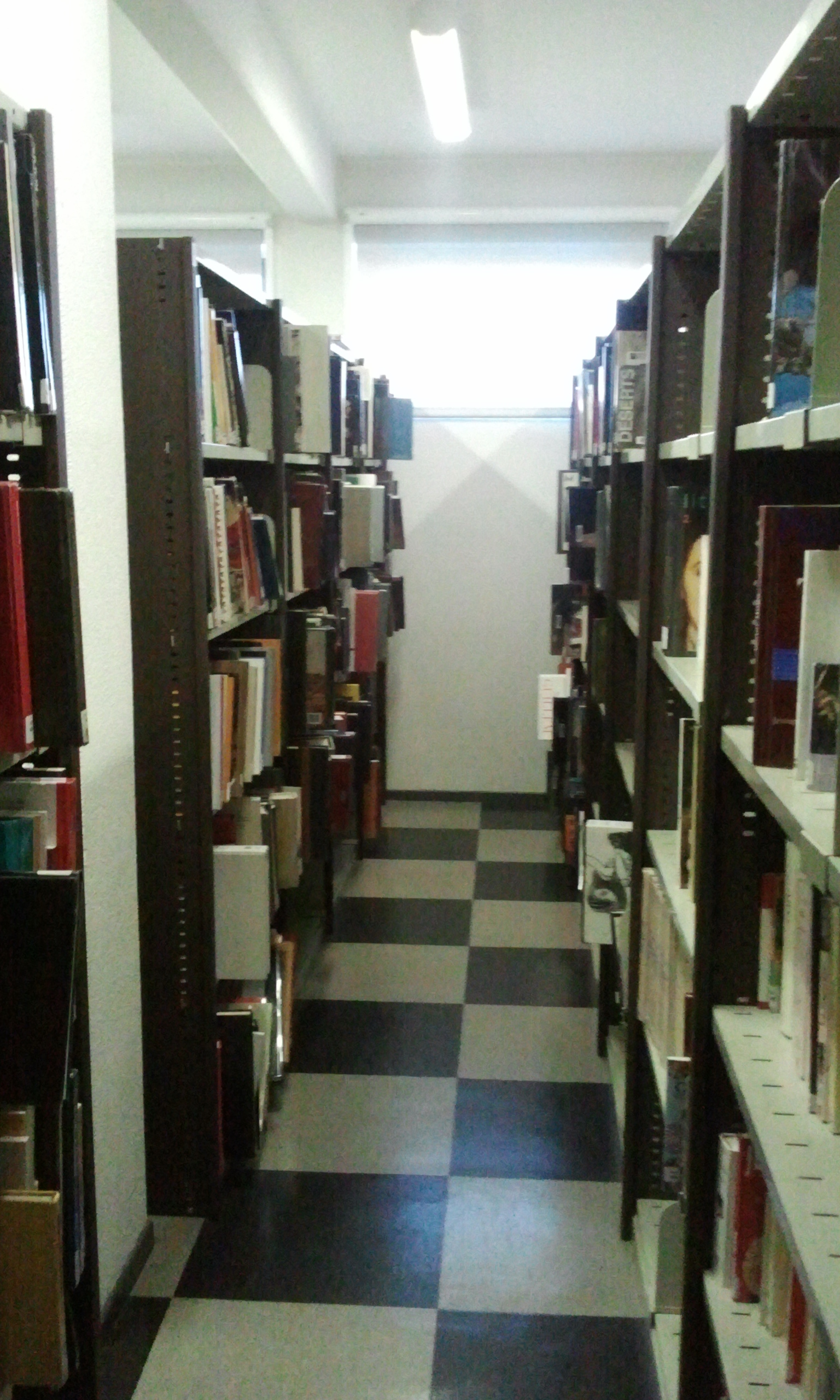
Rayonnages de la médiathèque.

La médiathèque dispose également d'un fonds de 6 700 documents en catalan, spécificité unique en France de cette bibliothèque départementale de prêt.